# Amtsgericht Calbe (Saale)

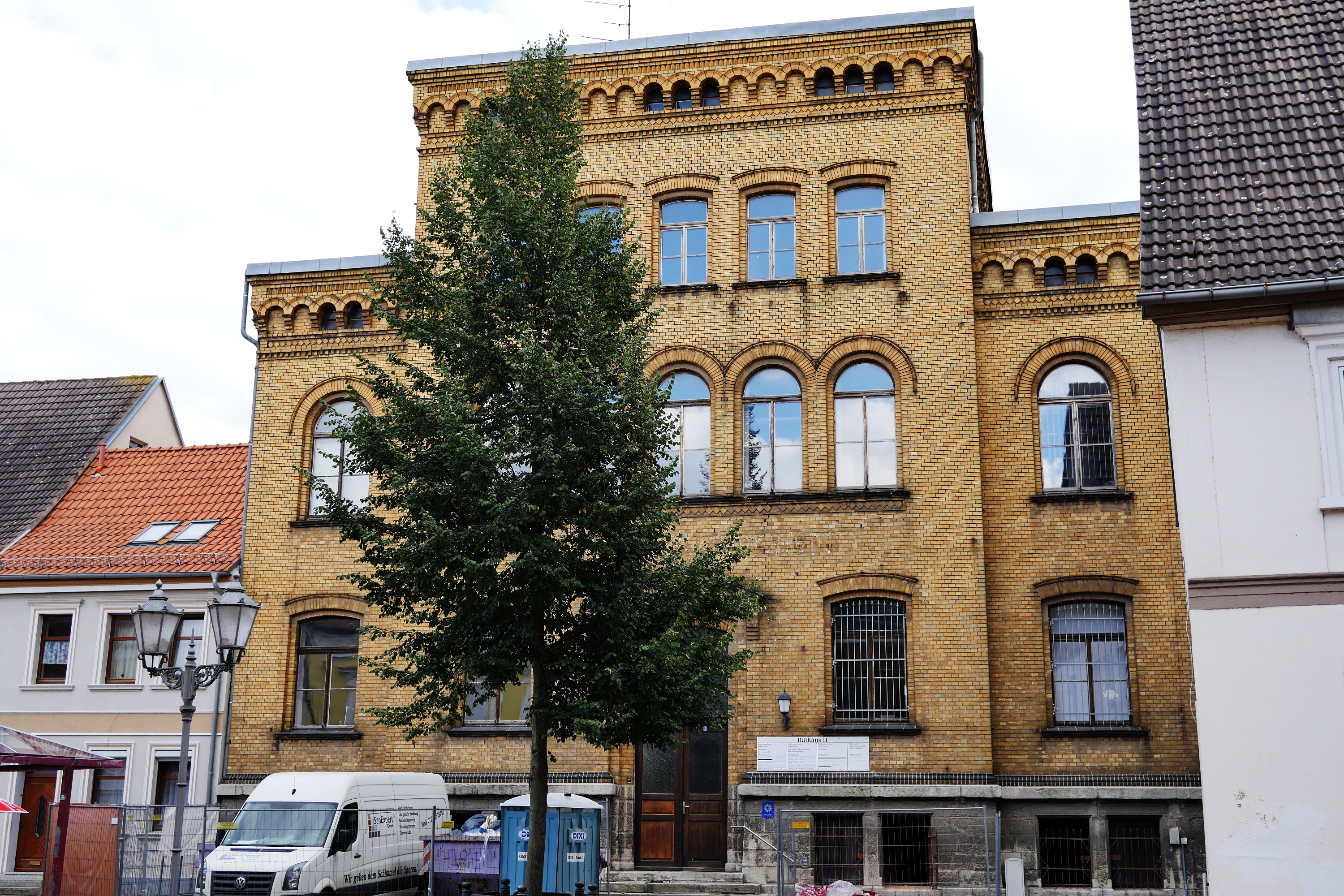
Ehem. Amtsgerichtsgebäude (2016)

Das Amtsgericht Calbe (Saale) war ein Gericht der ordentlichen Gerichtsbarkeit in Calbe (Saale).

## Geschichte
Von 1849 bis 1879 bestand in Calbe (Saale) das Kreisgericht Calbe a.d. Saale im Sprengel des Appellationsgerichtes Magdeburg. Im Rahmen der Reichsjustizgesetze wurden 1879 reichsweit einheitlich Oberlandes-, Land- und Amtsgerichte gebildet. Das königlich preußische Amtsgericht Calbe (Saale) wurde mit Wirkung zum 1. Oktober 1879 als eines von 18 Amtsgerichten im Bezirk des Landgerichtes Magdeburg im Bezirk des Oberlandesgerichtes Naumburg gebildet. Der Sitz des Gerichtes war die Stadt Calbe (Saale). Sein Gerichtsbezirk umfasste den Landkreis Calbe außer den Teilen, die den Amtsgerichten Aken, Barby, Groß-Salze, Schönebeck und Staßfurt zugeordnet waren. 
Am Gericht bestanden 1880 zwei Richterstellen. Das Amtsgericht war damit ein mittelgroßes Amtsgericht im Landgerichtsbezirk.
Nach dem Zweiten Weltkrieg wurden die Gerichtsbezirke im Zusammenhang mit der Bildung des Landes Sachsen-Anhalt neu geordnet. Das Amtsgericht Calbe (Saale) kam damit zum Landgericht Dessau-Roßlau. Mit der Verordnung zur Änderung von Gerichtsbezirken in den Ländern Sachsen-Anhalt, Brandenburg und Mecklenburg vom 19. September 1950 wurden die Gerichtsbezirke an die geänderten Kreisgrenzen angepasst. Das Amtsgericht Calbe (Saale) wurde damit zum 30. September 1950 aufgehoben.

## Amtsgerichtsgebäude
Das ehemalige Amtsgerichtsgebäude (Schloßstraße 3) steht als Kulturdenkmal unter Denkmalschutz.